# Liste der denkmalgeschützten Objekte in Zlaté Moravce
Die Liste der denkmalgeschützten Objekte in Zlaté Moravce enthält die 13 nach slowakischen Denkmalschutzvorschriften geschützten Objekte in der Gemeinde Zlaté Moravce im Okres Zlaté Moravce.

## Denkmäler
| Foto |                 | Denkmal / č. ÚZPF                                   | Standort / Konskr. Nr.                                             | Offizielle Beschreibung            | Beschreibung                                         | Metadaten                                                              |
| ---- | --------------- | --------------------------------------------------- | ------------------------------------------------------------------ | ---------------------------------- | ---------------------------------------------------- | ---------------------------------------------------------------------- |
|      | Datei hochladen | Denkmal(sk) ObjektID: 407-1577/0                    | ? KG: Zlaté Moravce Konskr.Nr.:                                    | SNP;boje 31. August 1944           | für den Nationalaufstand, Schlacht am 31.08.44       | č. NKP: 407-1577/0 Stand des NKP: 2012-02-08 Name: POMNÍK              |
| ja   | Datei hochladen | Kirche(sk) ObjektID: 407-1585/0                     | Bernolákova ul. 2 Standort KG: Zlaté Moravce Konskr.Nr.: 490       | r.k.sv.Michala;farský kostol       | römisch-katholische Pfarrkirche St. Michael Erzengel | č. NKP: 407-1585/0 Stand des NKP: 2012-02-08 Name: KOSTOL              |
| BW   | Datei hochladen | Gedenktafel(sk) ObjektID: 407-1579/0                | Hlinku A. nám. Standort KG: Zlaté Moravce Konskr.Nr.:              | umučení antifašisti;               | für die Leiden der Antifaschisten                    | č. NKP: 407-1579/0 Stand des NKP: 2012-02-08 Name: TABUĽA PAMÄTNÁ      |
|      | Datei hochladen | Denkmal(sk) ObjektID: 407-1582/0                    | Hlinku A. nám. KG: Zlaté Moravce Konskr.Nr.:                       | Kráľ Janko;1822-1876,básnik        | für Dichter Janko Kráľ                               | č. NKP: 407-1582/0 Stand des NKP: 2012-02-08 Name: POMNÍK              |
| ja   | Datei hochladen | Schloss(sk) ObjektID: 407-1583/0                    | Hlinku A. nám. 1 Standort KG: Zlaté Moravce Konskr.Nr.: 435        | kultúrne stredisko                 | Kulturzentrum                                        | č. NKP: 407-1583/0 Stand des NKP: 2012-02-08 Name: KAŠTIEĽ             |
| BW   | Datei hochladen | Gasthaus neben der Straße(sk) ObjektID: 407-10834/0 | Hlinku A. nám. 9 Standort KG: Zlaté Moravce Konskr.Nr.: 442        | radový;zájazdný hostinec,hotel     | Reihenhaus, Reisegasthaus, Hotel                     | č. NKP: 407-10834/0 Stand des NKP: 2012-02-08 Name: HOSTINEC PRÍCESTNÝ |
| ja   | Datei hochladen | Denkmal(sk) ObjektID: 407-1578/0                    | Hrdinov nám. Standort KG: Zlaté Moravce Konskr.Nr.:                | SNP;pomník SNP                     | für den Nationalaufstand                             | č. NKP: 407-1578/0 Stand des NKP: 2012-02-08 Name: POMNÍK              |
| BW   | Datei hochladen | Gedenkhaus(sk) ObjektID: 407-1580/1                 | Janka Kráľa ul. 35 Standort KG: Zlaté Moravce Konskr.Nr.: 349,2952 | Kráľ Janko;1822-1876,básnik        | für Dichter und nationalen Aktivist Janko Kráľ       | č. NKP: 407-1580/1 Stand des NKP: 2012-02-08 Name: DOM PAMÄTNÝ         |
| BW   | Datei hochladen | Gedenktafel(sk) ObjektID: 407-1580/2                | Janka Kráľa ul. 35 Standort KG: Zlaté Moravce Konskr.Nr.:          | Kráľ Janko;1822-1876,básnik        | für Dichter Janko Kráľ                               | č. NKP: 407-1580/2 Stand des NKP: 2012-02-08 Name: TABUĽA PAMÄTNÁ      |
| ja   | Datei hochladen | Mausoleum(sk) ObjektID: 407-10966/1                 | Prílepská ul. Standort KG: Zlaté Moravce Konskr.Nr.:               | rod.Migazzi;mauzóleum Migazziovcov | der Familie Migazzi                                  | č. NKP: 407-10966/1 Stand des NKP: 2012-02-08 Name: MAUZÓLEUM          |
| BW   | Datei hochladen | Park(sk) ObjektID: 407-10966/2                      | Prílepská ul. Standort KG: Zlaté Moravce Konskr.Nr.:               |                                    |                                                      | č. NKP: 407-10966/2 Stand des NKP: 2012-02-08 Name: PARK               |
|      | Datei hochladen | Umfassungsmauer(sk) ObjektID: 407-10966/3           | Prílepská ul. KG: Zlaté Moravce Konskr.Nr.:                        | kamenný;                           | Stein                                                | č. NKP: 407-10966/3 Stand des NKP: 2012-02-08 Name: MÚR OHRADNÝ        |
| BW   | Datei hochladen | Komitatshaus(sk) ObjektID: 407-1584/0               | Župná ul. 16 Standort KG: Zlaté Moravce Konskr.Nr.: 314            | radový+nárožný ;župný dom          | Reihen-, Eckhaus                                     | č. NKP: 407-1584/0 Stand des NKP: 2012-02-08 Name: DOM ŽUPNÝ           |

## Legende
Die Tabelle enthält im Einzelnen folgende Informationen:
| Foto:                    | Fotografie des Denkmals. |
| Denkmal / č. ÚZPF:       | Die Übersetzung der Bezeichnung des Denkmals, wie sie vom Slowakischen Denkmalamt (Pamiatkový úrad Slovenskej republiky) verwendet wird. Die Originalbezeichnung ist unter dem Fragezeichen angegeben. Fehlt die Übersetzung, so wird die Originalbezeichnung direkt angezeigt. Weiters ist die Objekt-Identifikationsnummer (Objekt ID) angeführt. Sie ist die offizielle, in der Slowakei eindeutige Nummer č. ÚZPF inklusive der zugehörigen Zählnummer, wie sie in den Daten des Denkmalamtes angegeben wird. Da diese nur innerhalb eines Landkreises gezählt wird, ist dessen Nummer der Denkmalnummer vorangestellt. |
| Standort:                | Wenn in der Liste vorhanden, ist die Adresse angegeben. In Klammern kann sich noch eine zusätzliche Adresse befinden, wenn es beispielsweise ein Eckhaus ist. Bei freistehenden Objekten ohne Adresse (zum Beispiel bei Bildstöcken) ist eine Adresse angegeben, die in der Nähe des Objekts liegt. Durch Aufruf des Links Standort wird die Lage des Denkmals in verschiedenen Kartenprojekten angezeigt. Darunter sind die Katastralgemeinde (KG) und, wenn vorhanden, die Konskriptionsnummer (Konskr. Nr.) angegeben.                                                                                                   |
| Offizielle Beschreibung: | Es ist die Kurzbeschreibung auf Slowakisch, wie sie in den offiziellen Listen angegeben ist, eingetragen. |
| Beschreibung:            | Kurze Angaben zum Denkmal auf Deutsch. |
| Metadaten:               | Zusätzlich werden, wenn in den persönlichen Einstellungen das Helferlein Dauerhaftes Einblenden von Metadaten aktiviert ist, ebensolche angezeigt. |

- Karte mit allen Koordinaten:
- OSM |
- WikiMap